# Bruno Kirstein
Bruno Kirstein (* 6. September 1944 in Königsberg, Ostpreußen) ist ein deutscher Maler, Grafiker und Architekt.

## Leben
Bruno Kirstein studierte Architektur in Bremen und München. Nach seiner Tätigkeit als Architekt, bei der er u. a. an Planung und Bau des Olympischen Dorfs in München mitwirkte, wandte er sich der Malerei zu, lebte zurückgezogen auf der Nordsee-Halbinsel Eiderstedt in einem Haubarg und schuf meist großformatige neoexpressionistische Bilder (Acryl auf Leinwand) sowie figürliche Zeichnungen.

## Ausstellungen (Auswahl)
- 3 aus Schleswig-Holstein. Hanna Jäger, Bruno Kirstein, Johannes Michler, Kunsthalle zu Kiel, 1990
- Nordfriesisches Museum, Nissenhaus, Husum, 38. Landesschau / Ausstellung von Werken Bildender Künstlerinnen und Künstler Schleswig-Holsteins, 1991
- Städtische Galerie Villa Zanders in Bergisch Gladbach, 1992

## Publikationen (Auswahl)
- Jens Christian Jensen (Hrsg.): 3 aus Schleswig-Holstein. Hanna Jäger, Bruno Kirstein, Johannes Michler. (Begleitband zur Ausstellung in der Kunsthalle zu Kiel und dem Schleswig-Holsteinischen Kunstverein) 1990, ISBN 3-923701-46-2. (47 Seiten).
- Bruno Kirstein. Ausstellungskatalog, Städtische Galerie Villa Zanders, Bergisch Gladbach 1992. (mit Texten von Wolfgang Vomm, Peter Thurmann und Bruno Kirstein; 75 Seiten).

| Personendaten    | Personendaten                           |
| ---------------- | --------------------------------------- |
| NAME             | Kirstein, Bruno                         |
| KURZBESCHREIBUNG | deutscher Maler, Grafiker und Architekt |
| GEBURTSDATUM     | 6. September 1944                       |
| GEBURTSORT       | Königsberg (Preußen)                    |